# Falaj al-Mualla
Falaj al-Mualla és la segona ciutat de l'emirat de Umm al-Qaiwain als Emirats Àrabs Units. És un oasi que ocupa la vall d'Al-Batha, format per diversos llogarets gairebé units, amb una població estimada d'uns 4.200 habitants.
Fou fundada per Abdullah ibn Rashid al-Mualla a començaments del segle xix, i va construir a la zona torres defensives per protegir la vila sobretot dels atacs del nord (dels Qasimi de Ras al-Khaimah), i per la protecció de l'aigua que era abundant a la zona a diferència de la resta de l'emirat, amb petits estanys i rierols.
L'oasi s'estén de les fonts de Falaj o Falaaj fins Al-Shareaa, lloc on l'aigua brulla des de la terra sempre amb el mateix cabal. L'aigua permet l'explotació agrícola. La ciutat està comunicada amb una carretera amb la capital de l'emirat, carretera que recorre la vall; al final de la vall en direcció a Umm al-Qaiwan, hi ha el circuit de camells d'Al-Labsa.